# XV. Armee-Korps (Deutsches Kaiserreich)
Das XV. Armee-Korps war ein Großverband der Preußischen Armee von 1871 bis 1919.

## Geschichte
Das XV. Armee-Korps wurde nach der Gründung des Reichslandes Elsaß-Lothringen am 20. März 1871 aus Abgaben anderer Großverbände der Preußischen Armee gebildet. Der Korpsbezirk umfasste anfangs das gesamte Reichsland Elsass-Lothringen, bis 1890 in Lothringen durch Abgaben des inzwischen über die normale Stärke angewachsenen Korps das XVI. Armee-Korps formiert wurde.
Sitz des Generalkommandos war bis November 1918 Straßburg. Das Korps unterstand im Frieden der V. Armee-Inspektion in Karlsruhe.

### Erster Weltkrieg
Nach Beginn des Ersten Weltkrieges wurde das XV. Armee-Korps im August 1914 der 7. Armee unter Generaloberst von Heeringen im Elsaß unterstellt. Dem im Raum Zabern-Schirmeck aufmarschierenden und nach Colmar abgehenden Korps war die 30. Division unter Generalleutnant von Eben und die 39. Division unter Generalleutnant von Watter zugeteilt. Zusammen mit dem südlicher aufmarschierenden XIV. Armee-Korps unter General von Hoiningen wurden die nördlichen Vogesen gegen französische Angriffe gedeckt. Das französische 7. Korps unter General Bonneau überschritt die Grenze und besetzte am 8. August Mülhausen. Generaloberst von Heeringen beauftragte das XIV. und XV. Armeekorps mit den sofortigen Gegenangriff. Mülhausen wurde vom XIV. Korps zurückerobert, das XV. Korps führte dabei einen Stoß in die Flanke der bereits wieder auf Thann zurückgehenden französischen Truppen. Mitte August drängte der Oberbefehlshaber des linken deutschen Heeresflügels, Kronprinz Rupprecht von Bayern die ihm unterstellte 6. Armee zum Gegenangriff an der Saarlinie. Der Angriff der 7. Armee verlängerte den Angriff am 20. August nach Süden – zwischen Saarburg bis Lützelhausen. Das XIV. Korps kämpfte sich am linken Flügel über Blamont siegreich bis Baccarat vor, rechts erreichte das XV. Korps Badonviller.
Nach dem Rückzug von der Marne wurde das XV. Korps als Vorhut der 7. Armee an die neue Front an der Aisne abtransportiert. Generaloberst von Heeringen fürchtete den Durchbruch des Gegners zwischen dem neu in der Front eingeführten XV. Korps und dem VII. Reserve-Korps. Der deutsche Gegenangriff erfolgte nach dem Eintreffen der 39. Division, Corbeny wurde am 14. September samt der Hochfläche von Craonne zurückerobert. Die später antransportierte 30. Division ging ohne die noch folgende Artillerie ins Gefecht und erstürmte am 16. September das Dorf Craonne. Die Einnahme von Hurtebise gelang am 21. September, die 30. Division hatte 3000 Mann an Verlusten.
Nachdem an der Aisne die Kämpfe zum Stellungskrieg erstarrten, befahl der Generalstabschef Falkenhayn den Abzug des XV. Armee-Korps nach Flandern. Deimlings Korps wurde in der zweiten Phase der Flandernschlacht der 6. Armee überstellt, in der neu gebildeten Gruppe „Fabeck“ übernahm es den nördlichen Flankenschutz des Bayerischen II. Armee-Korps, das auf Wytschaete angesetzt wurde. Am 3. November nahm das XV. Korps Veldhoek ein und am 4. November ließ Deimling gegen die ausdrücklichen Weisung des Oberbefehlshabers der 6. Armee die berühmten mittelalterlichen Tuchhallen von Ypern unter Artilleriebeschuss nehmen. Am 25. November trat das Korps in den Befehlsbereich der 4. Armee des Herzogs von Württemberg über und richtete sich im Raum südöstlich von Ypern zum Stellungskrieg ein.
Am Abend des 17. April 1915 brachten die Briten an der Linie Ypern-Comines eine Mine zur Explosion, das XV. Korps erlitt dabei südöstlich von Zillebeke starke Verluste. Die vom Infanterie-Regiment 172 gehaltenen Höhe 60 ging nach wechselhaften Kämpfen am 21. April verloren. In der Zweiten Flandernschlacht griffen das XV. Korps sowie das XXVII. Reserve-Korps erst verspätet im Raum bei Hollebeke und Gheluvelt ein. Nach dem Kampf um die Höhe 60 wurden die Angriffe im Bereich des Korps am 9. Mai beidseitig eingestellt; das Korps verblieb noch bis Dezember 1915 im Stellungskrieg vor Ypern und wurde Mitte Februar 1916 zur 5. Armee überstellt.
An der Schlacht um Verdun beteiligte sich das Korps am linken Armeeflügel erst ab dem 25. Februar 1916, der Angriff der 30. und 39. Division auf der Woevre-Ebene fraß sich schon nach drei Tagen fest. Die bis zum Juli fortgesetzten Angriffe brachten dem Korps zwischenzeitlich die Zuteilung der 50. Infanterie-Division. Ende August lag das Korps im Bereich der „Maasgruppe Ost“ an der Dörferlinie Abaucourt und Moranville.
In der Endphase der Schlacht an der Somme wurde das Korps der 1. Armee unter General von Below überstellt. Am 26. Oktober 1916 übernahm das XV. Korps den „Kampfabschnitt C“ gegenüber dem Ort Sailly-Saillisel. Der Angriff auf Sailly-Sallisel am 30. Oktober schlug fehl, die vorgegangenen Stoßtruppen wurden von den nachfolgenden Einheiten abgeschnitten. General von Deimling wurde am 24. Mai 1917 abgelöst, das Korps übernahm der bisherige Chef des Stabes der 4. Armee, Generalleutnant Ilse.
Ab 30. Oktober 1917 lag das Korps im Raum Reims und wurde als „Gruppe Brimont“ bezeichnet. Zu Beginn der Dritten Schlacht an der Aisne Ende Mai 1918 bildete die „Gruppe Brimont“ den rechten Flügel der 1. Armee. Die „Gruppe Ilse“ griff dann auch während der Zweiten Marneschlacht im Juli 1918 mit der 33. Reserve-Division sowie der 86., 213. und 242. Infanterie-Division zwischen Berry-au-Bac und Brimont in der sogenannten „Reims—Marneschutz Offensive“ ein.
Ab 26. Juli 1918 stand das Korps unter der Bezeichnung „Gruppe Bensdorf“ bei der Heeresgruppe Herzog Albrecht von Württemberg im Abschnitt der 19. Armee unter Generaloberst von Bothmer. Unterstellt waren dem Korpskommando im Oktober 1918 die 1. Landwehr-Division und die 83. Infanterie-Division.

## Gliederung

### Friedensgliederung 1914
- 30. Division in Straßburg
- 39. Division in Colmar
- Rheinisches Jäger-Bataillon Nr. 8 in Schlettstadt
- Großherzoglich Mecklenburgisches Jäger-Bataillon Nr. 14 in Colmar
- Festungs-Maschinengewehr-Abteilung Nr. 9 in Straßburg
- Festungs-Maschinengewehr-Abteilung Nr. 10 in Mutzig
- Niedersächsisches Fußartillerie-Regiment Nr. 10 in Hannover und Straßburg
- Hohenzollernsches Fußartillerie-Regiment Nr. 13 in Ulm und Breisach
- Kommando der Pioniere XV. Armee-Korps
  - 1. Elsässisches Pionier-Bataillon Nr. 15 in Straßburg
  - 2. Elsässisches Pionier-Bataillon Nr. 19 in Straßburg
- Festungs-Fernsprech-Kompanie Nr. 4 in Straßburg
- Flieger-Bataillon Nr. 4 in Straßburg, Metz und Freiburg im Breisgau
- Elsässische Train-Abteilung Nr. 15 in Straßburg[3]

## Kommandierender General
Die Kommandobehörde des Armee-Korps war das Generalkommando unter Führung eines Kommandierenden Generals.
| Dienstgrad                                   | Name                              | Datum                                                 |
| -------------------------------------------- | --------------------------------- | ----------------------------------------------------- |
| General der Infanterie                       | Eduard von Fransecky              | 20. März 1871 bis 31. Oktober 1879                    |
| General der Infanterie                       | Edwin von Manteuffel              | 01. November 1879 bis 15. September 1885              |
| General der Kavallerie                       | Wilhelm von Heuduck               | 16. September 1885 bis 3. November 1890               |
| General der Infanterie                       | Alfred von Lewinski               | 04. November 1890 bis 31. März 1892                   |
| General der Infanterie                       | Wilhelm von Blume                 | 01. April 1892 bis 3. April 1896                      |
| Würt. Generalleutnant/General der Infanterie | Kuno von Falkenstein              | 04. April 1896 bis 6. Mai 1899                        |
| Generalleutnant                              | Emil von Meerscheidt-Hüllessem    | 22. Mai bis 2. Juli 1899 (mit der Führung beauftragt) |
| Generalleutnant                              | Emil von Meerscheidt-Hüllessem    | 03. Juli 1899 bis 8. Juni 1900                        |
| Generalleutnant/General der Infanterie       | Anton Herwarth von Bittenfeld     | 09. Juni 1900 bis 31. März 1903                       |
| Generalleutnant/General der Infanterie       | Leopold Hentschel von Gilgenheimb | 01. April 1903 bis 13. Januar 1910                    |
| General der Infanterie                       | Max von Fabeck                    | 31. Januar 1910 bis 28. Februar 1913                  |
| General der Infanterie                       | Berthold von Deimling             | 01. März 1913 bis 24. Mai 1917                        |
| Generalleutnant                              | Emil Ilse                         | 25. Mai 1917 bis 15. April 1919                       |
| Generalleutnant                              | Arnold Lequis                     | April bis Juni 1919                                   |